# Природоохоронна територія Пітон
13°48′25.5″ пн. ш. 61°4′13.3″ зх. д. / 13.807083° пн. ш. 61.070361° зх. д.
Природоохоронна територія Пітон (ісп. Pitons Management Area, від фр. pitons — «пагорби») — природоохоронна територія в Сент-Люсії, що складається з двох вулканічних скель, Ґрос-Пітон (Великий Пітон) висотою 771 м і Петіт-Пітон (Малий Пітон) висотою 743 м, об'єднаних хребтом Пітон-Мітанс, об'єкт Світової спадщини з 2004 року. Скелі розташовані біля міст Суфрієр і Чойзель на південному сході острова. Ці скелі мають вулканічне походження, у кальдері навколо них збереглися гарячі сірчані джерела та залишки вулканічної активності. За назвою скель названо місцеве пиво Сент-Люсії.

## Галерея

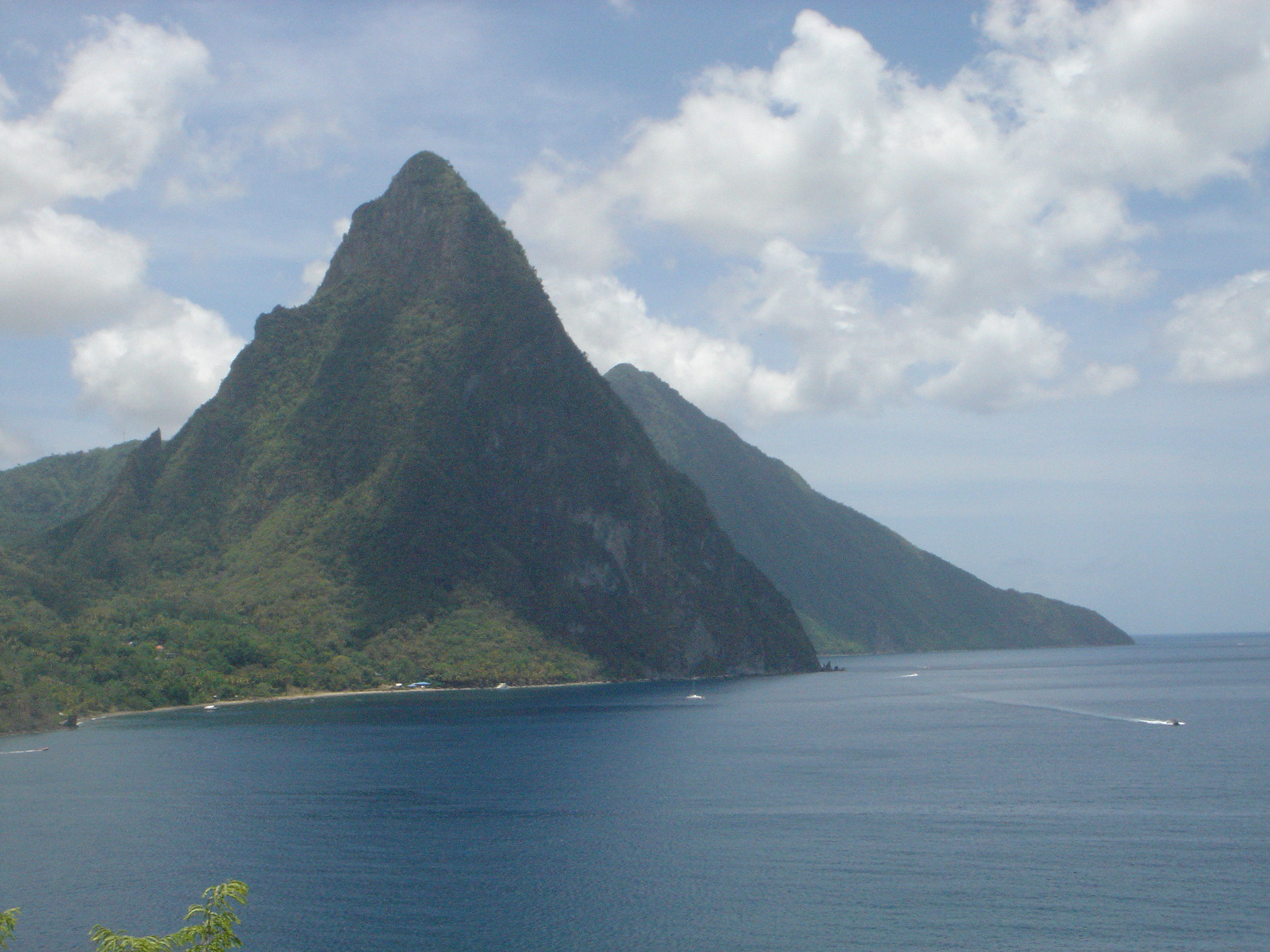
Пітон із півночі
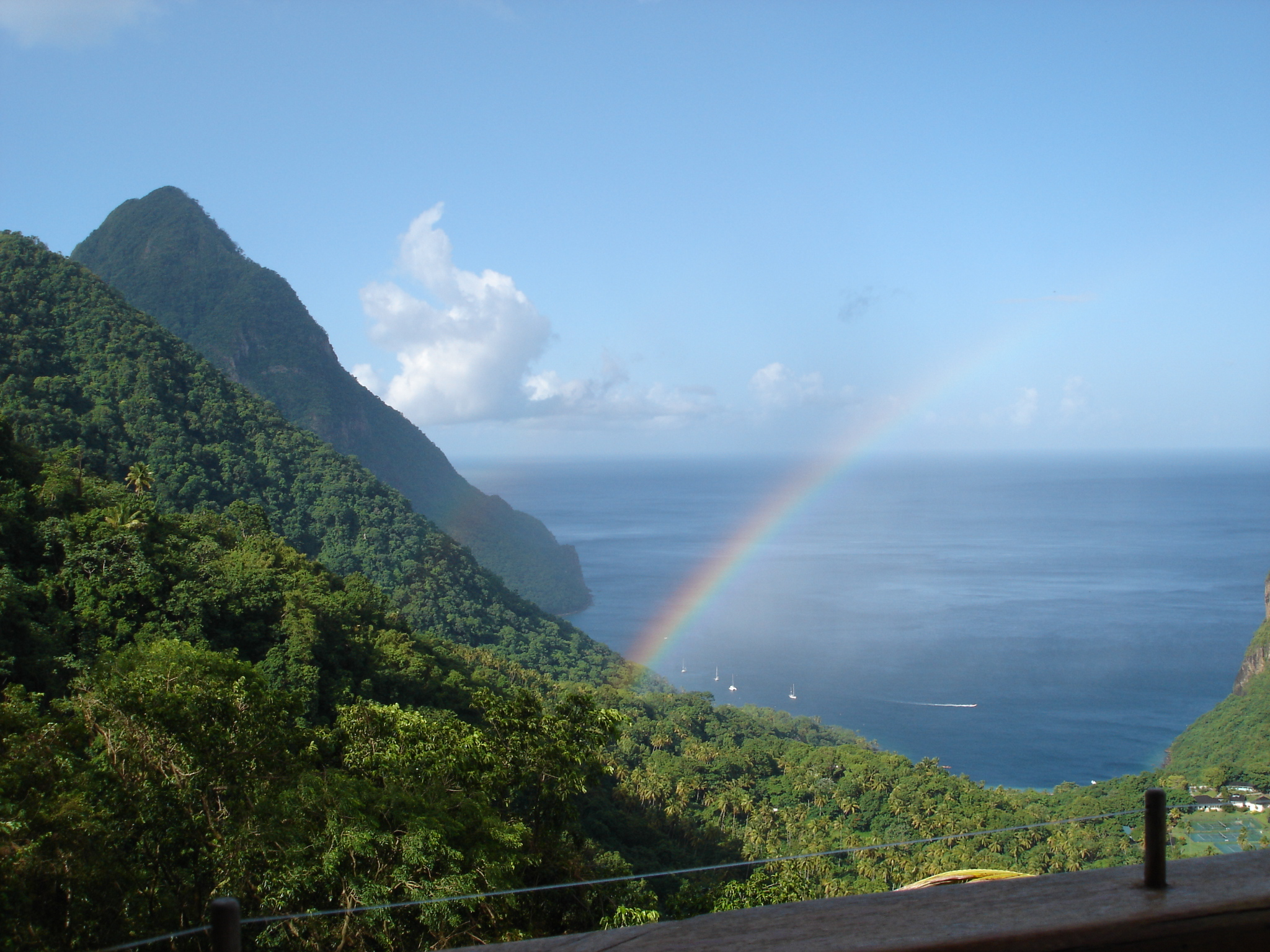
Великий Пітон із хребта Мітан
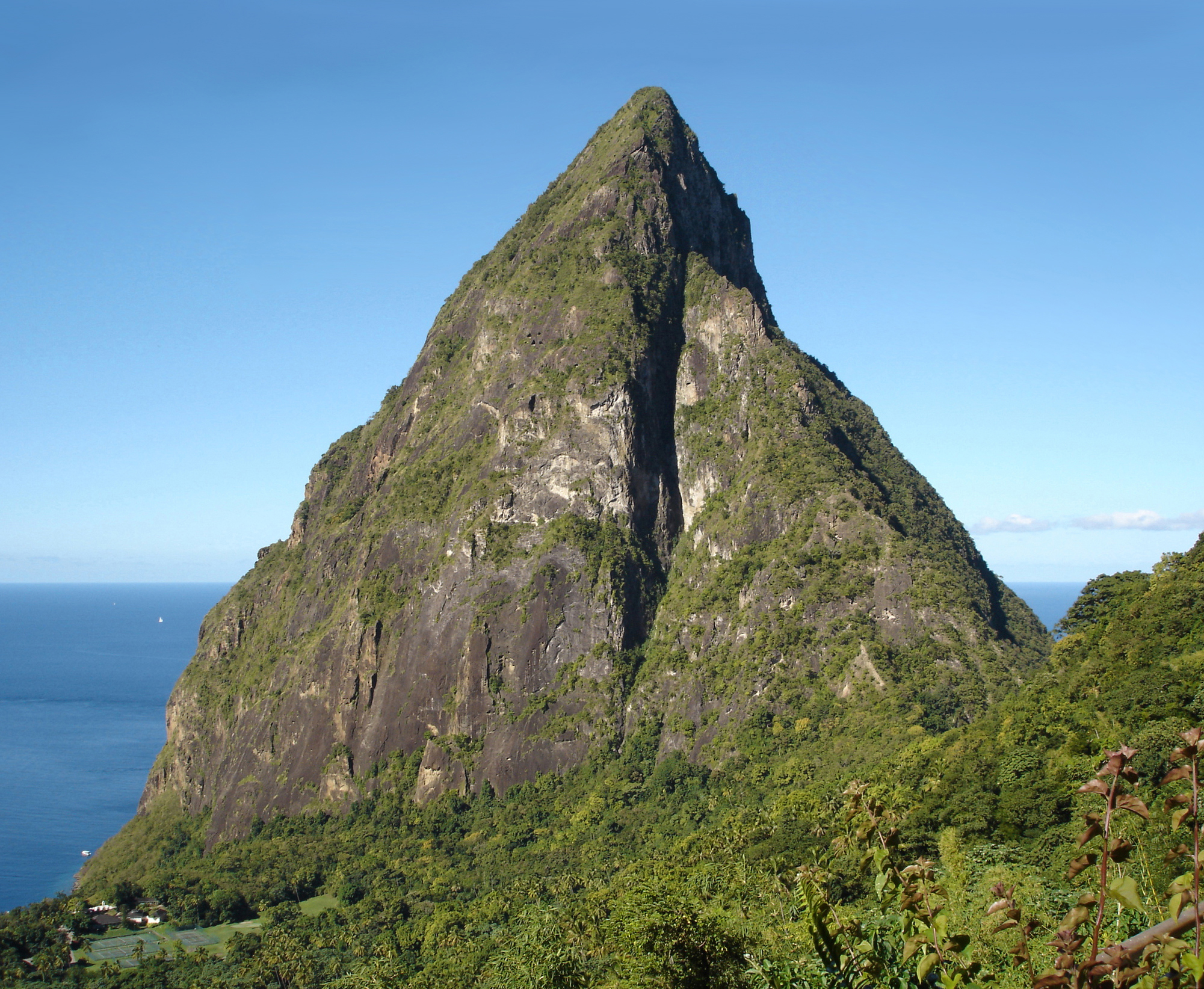
Малий Пітон із хребта Мітан
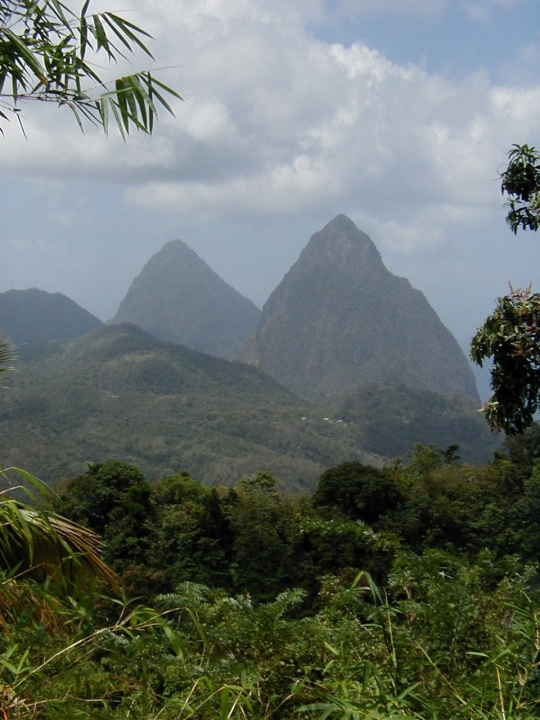
Пітон із північного сходу

| Сент-Люсія | Це незавершена стаття з географії Сент-Люсії. Ви можете допомогти проєкту, виправивши або дописавши її. |